# Crassimarginatella crassimarginata
Crassimarginatella crassimarginata is een mosdiertjessoort uit de familie van de Calloporidae. De wetenschappelijke naam van de soort is voor het eerst geldig gepubliceerd in 1880 door Hincks.